# Flying Colors
Flying Colors est un supergroupe américain de rock. Il est composé de Mike Portnoy, Dave LaRue, Casey McPherson, Neal Morse et Steve Morse sur une idée de Bill Evans, et actif depuis 2012.

## Biographie

### Formation
En 2008, Evans décide de former un groupe accessible à tout public. Son idée tenait d'utiliser la complexité du chanteur pop, laisser les morceaux courts, et user de l'humour,,.
Evans fait la rencontre de Neal Morse (artiste solo, Spock's Beard, Transatlantic), Dave LaRue (Dixie Dregs, Steve Morse Band, Joe Satriani, Steve Vai), Steve Morse (Steve Morse Band, Dixie Dregs,  Kansas, Deep Purple), Mike Portnoy (Dream Theater, Transatlantic), et du producteur Peter Collins (Rush, Bon Jovi) pour former un groupe.
Evans ne parvient pas à trouver un chanteur et auteur-compositeur à ses attentes, parmi plus de 100 candidats. Mike Portnoy lui suggère Casey McPherson qui, à cette période, avait signé avec Hollywood Records (Miley Cyrus, Jonas Brothers, Jesse McCartney). Le groupe de McPherson, Alpha Rev, publiera l'album New Morning qui passera 17 semaines au Billboard Top-10. Contrairement à la majeure partie des artistes de Hollywood Records, Casey écrit et joue multiples instruments sur ses albums.
Evans fait aussi la rencontre de deux invités : Brian Wilson et Kerry Livgren (Kansas). Tous les deux acceptent de se joindre à lui ; mais à cause de problèmes d'emplois du temps et de santé, les collaborations ne prennent pas place.

### Flying Colors
Avant l'écriture, Neal et Steve se rencontrent et explorent une possible chimie musicale commune. De cette session viennent Blue Ocean et Infinite Fire.
Le groupe, Evans, et Collins se voient pendant neuf jours chez Neal et se connectent en studio en janvier 2011. Evans demandera à Neal Morse et à l'ingénieur-son Guidroz d'enregistrer et mixer les sessions. Collins et Portnoy aideront à compiler les morceaux et idées.
Portnoy reste au studio de Morse après le départ du reste du groupe, et enregistre un dernier morceau de batterie pour l'album. Plusieurs des membres se rencontrent au moins deux fois au studio de Neal pour enregistrer les morceaux vocaux. Puis, Collins les morceaux sur lesquels travailler aux côtés de Guidroz. Portnoy, Evans, et Guidroz iront ensuite aux Electric Lady Studios pour mixer l'album avec Michael Brauer.
À la fin 2012, le groupe tourne aux États-Unis et en Europe. Ils jouent deux concerts aux États-Unis, et le reste de la tournée en Europe.
Avec un album studio, le groupe ajoute des reprises de morceaux : Odyssey (Dixie Dregs), Repentance (Dream Theater), et June (Spock's Beard). Mike Portnoy choisit l'ordre des chansons qui change souvent en fonction des concerts.

### Live in Europe
Flying Colors enregistre son concert de Tilbourg, publié sous formats Blu-Ray/DVD. L'endroit est un coup de cœur de Neal Morse et Mike Portnoy. Yenz Nyholm (Transatlantic et Marillion) viendra faire les lumières, après avoir répété avec une vidéo pour l'iPad. Le concert est enregistré et édité par Bernhard Baran et son équipe, qui a aussi enregistré des concerts de Transatlantic. Publié en Europe, le Blu-ray/DVD débute 1er des classements français. Il est mixé par Jerry Guidroz.
Après le concert, le public décide de ne pas partir et en redemande. Les membres sont pris de court ; Neal Morse était déjà dans leur bus, prêt à se coucher. Le groupe joue une version de Space Trucking de Deep Purple. Neal, Casey et Mike se mettent au chant. Une version vinyle de l'album inclut Space Trucking comme version cachée. Des vidéos live sont publiées par Mascot Label Group : Odyssey, The Storm et All Falls Down'.
Live in Europe comprend deux autres morceaux bonus, mixés par Evans, pris pendant leurs concerts à Hambourg, en Allemagne. Plusieurs employés de Steinberg, dont le directeur de marketing Frank Simmerlein, ont utilisé le système de capture Nuendo de Steinberg pour capturer ces concert. Love is What I'm Waiting for est publié par Mascot Label Group comme morceau bonus lors des pré-commandes ; Blue Ocean est publié uniquement sur iTunes. Un documentaire, First Flight, raconte les expériences du groupe pendant les tournées. 

### Second Nature
Pour le deuxième album de Flying Color, le groupe écrit et enregistre brièvement entre 4 concerts et en 18 mois. Des discussions se font par Skype et des enregistrements se font individuellement. Pour un meilleur rendement, Evans partage les derniers fichiers audio sur Google Drive et remixe l'album à chaque fois qu'il reçoit de nouveaux fichiers.
Tous se retrouvent enthousiaste concernant la collaboration avec Peter Collins sur le premier album. Le groupe choisit d'auto-produire Second Nature.
Les morceaux de Second Nature sont généralement plus longs et plus travaillés que ceux de Flying Colors. Flying Colors y étend par ailleurs sa palette instrumentale. Sur quatre morceaux, ils utilisent du violon et des violoncelles joués par Chris Carmichael et Shane Borth
Second Nature est publié en septembrer 2014. Il reçoit plusieurs accolades dont deux nominations aux Prog Awards : dans les catégories album de l'année, et groupe de l'année.

### Second Flight: Live at the Z7
L'album live Second Flight: Live at the Z7 est publié le 29 septembre 2014, et enregistré pendant leur tournée cette même année. Bernhard Baran l'enregistrera encore fois avec son équipe, à l'aide de 24 caméras. Pour la sortie de l'album, le groupe tente d'explorer de nouvelles technologies. Un élément permet à l'auditeur/spectateur d'écouter ou de regarder respectivement les concerts, et l'autre permet de regarder les concerts en son surround.
Un autre élément concerne une nouvelle technique, l'Harmonic Phrase Analysis qui permet de « réduire les défauts associés aux enregistrements lives. » L'ingénieur-son Rich Mouser passera 34 jours à créer quatre pistes séparées et dix masterings séparés. Les critiques louent la qualité sonore,.

## Membres
- Casey McPherson - chant, guitare rythmique, claviers
- Steve Morse - guitare acoustique, guitare électrique (lead)
- Dave LaRue - basse
- Neal Morse - claviers, guitare acoustique, chant
- Mike Portnoy - batterie, percussion, chant

## Discographie

### Albums studio
- 2012 : Flying Colors
- 2014 : Second Nature
- 2019 : Third Degree

### Albums live
- 2013 : Live in Europe
- 2015 : Second Flight: Live at the Z7
- 2020 : Third Stage: Live in London